# اس‌اس راونسکارگ
اس‌اس راونسکارگ (به انگلیسی: SS Ravenscrag) یک کشتی بود که طول آن ۲۱۹ فوت (۶۷ متر) بود. این کشتی در سال ۱۸۶۶ ساخته شد.